# New Moon (1940)
New Moon is een Amerikaanse muziekfilm uit 1940 onder regie van Robert Z. Leonard en W.S. Van Dyke. Destijds werd de film in Nederland uitgebracht onder de titel De liefde van Marianne.

## Verhaal
Marianne de Beaumanoir is op reis van Parijs naar Louisiana om er haar plantage te bezoeken. Op haar schip reizen ook gevangenen mee, die in de Nieuwe Wereld als slaaf zullen worden verkocht. Onder hen bevindt zich Charles de Villiers, een politieke vijand van de Franse koning. Hij wordt verkocht aan de opzichter van haar plantage, maar als Marianne zijn ware identiteit achterhaalt, laat ze Charles vrij. Marianne vaart terug naar Parijs met het schip New Moon. Tijdens een tussenstop op het eiland Martinique wordt het schip gekaapt door zeerovers. De piratenleider blijkt Charles te zijn. Die nacht is er ook storm op til.

## Rolverdeling
| Acteur             | Personage                  |
| ------------------ | -------------------------- |
| Jeanette MacDonald | Marianne de Beaumanoir     |
| Nelson Eddy        | Charles                    |
| Mary Boland        | Valerie de Rossac          |
| George Zucco       | Burggraaf Ribaud           |
| H.B. Warner        | Pastoor Michel             |
| Grant Mitchell     | Gouverneur van New Orleans |
| Stanley Fields     | Tambour                    |
| Dick Purcell       | Alexander                  |
| John Miljan        | Pierre Brugnon             |
| Ivan F. Simpson    | Guizot                     |
| William Tannen     | Pierre                     |
| Bunty Cutler       | Julie                      |
| Claude King        | Mijnheer Dubois            |
| Cecil Cunningham   | Vrouw van de gouverneur    |
| Joe Yule           | Maurice                    |